# 克萊格·安東
克萊格·安東（Craig Ward Anton，1961年1月26日—）是美國的一位演員和喜劇演員。他最著名的作品是參與電視節目MADtv的演出，以及在電視劇未來哥哥中飾演Lloyd Diffy角色。安東出生並成長在奧馬哈。